# باربرا ليف
باربرا ليف (14 أيار/مايو 1947 - ) سياسية أمريكية ومساعدة وزير الخارجية الأمريكية لشؤون الشرق الأدنى، خدمت في مجلس النواب في ولاية أريزونا في الدائرة الرابعة والعشرين من سنة 1997 إلى 2003 وفي مجلس الشيوخ في أريزونا في الدائرة الحادية عشرة من 2003 إلى 2011.  